# Carole King
Carole King   (Brooklyn, 9 de febrer de 1942) és una compositora i cantautora estatunidenca. Ha guanyat quatre premis Grammy, tres dels quals en reconeixement de la seva llarga trajectòria.
En actiu des de la dècada els 60, ha creat diversos temes de gran èxit interpretats per figures del rock i el pop estatunidenc. Els seus àlbums se situaren en les posicions més altes de les llistes dels més venuts durant els anys 70, entre ells Tapestry (1971), on interpreta It’s too Late, que va aparèixer als rànquings durant sis anys consecutius.
Posteriorment s'ha destacat com a activista ecologista i a favor del Partit Demòcrata dels Estats Units.
Forma part del Songwriters Hall of Fame i va guanyar el Premi Gershwin el 2013 i el premi Kennedy el 2015.